# 1532 en musique classique
| \| • Retour à la chronologie générale de la musique classique • \| |
| Grèce • Rome • Haut Moyen Âge • VIIIe siècle • IXe siècle • Xe siècle • XIe siècle XIIe siècle • XIIIe siècle • XIVe siècle • XVe siècle • XVIe siècle • XVIIe siècle XVIIIe siècle • XIXe siècle • XXe siècle • XXIe siècle |
| • Retour à la chronologie générale de la musique classique • |

| Années en musique classique : 1529 - 1530 - 1531 - 1532 - 1533 - 1534 - 1535    |
| Décennies en musique classique : 1500 - 1510 - 1520 - 1530 - 1540 - 1550 - 1560 |

## Naissances

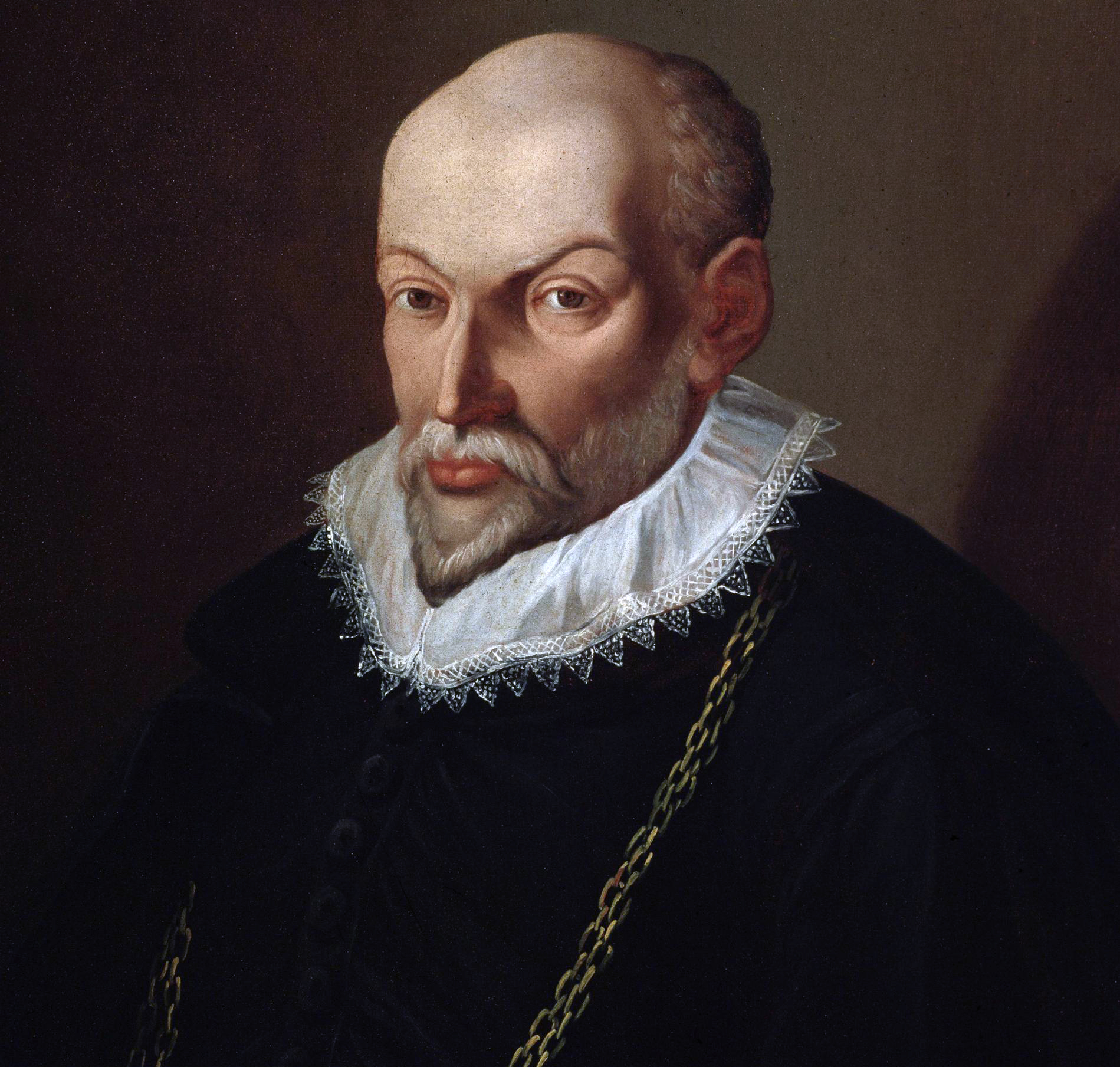
Roland de Lassus

- Hernando Franco, compositeur d'origine espagnole († 28 novembre 1585).
- Roland de Lassus, compositeur franco-flamand († 14 juin 1594).